# NHP2
NHP2 (англ. NHP2 ribonucleoprotein) – білок, який кодується однойменним геном, розташованим у людей на короткому плечі 5-ї хромосоми. Довжина поліпептидного ланцюга білка становить 153 амінокислот, а молекулярна маса — 17 201.
| 10         |  | 20         |  | 30         |  | 40         |  | 50         |
| ---------- |  | ---------- |  | ---------- |  | ---------- |  | ---------- |
| MTKIKADPDG |  | PEAQAEACSG |  | ERTYQELLVN |  | QNPIAQPLAS |  | RRLTRKLYKC |
| IKKAVKQKQI |  | RRGVKEVQKF |  | VNKGEKGIMV |  | LAGDTLPIEV |  | YCHLPVMCED |
| RNLPYVYIPS |  | KTDLGAAAGS |  | KRPTCVIMVK |  | PHEEYQEAYD |  | ECLEEVQSLP |
| LPL        |  |            |  |            |  |            |  |            |

A: Аланін

C: Цистеїн

D: Аспарагінова кислота

E: Глутамінова кислота

F: Фенілаланін

G: Гліцин

H: Гістидин

I: Ізолейцин

K: Лізин

L: Лейцин

M: Метіонін

N: Аспарагін

P: Пролін

Q: Глутамін

R: Аргінін

S: Серин

T: Треонін

V: Валін

Кодований геном білок за функціями належить до рибонуклеопротеїнів, фосфопротеїнів. 
Задіяний у таких біологічних процесах, як процесінг рРНК, біогенез рибосом, поліморфізм. 
Білок має сайт для зв'язування з РНК. 
Локалізований у ядрі.